# محمد أباد كلانتر (اسماعيلي كرمان)
محمد أباد کلانتر (بالفارسية: محمدآباد کلانتر) هي قرية تقع في إيران في منطقة إسماعيلي. يقدر عدد سكانها بـ 150 نسمة .